# Santuario della Beata Vergine del Pilastrello (Lendinara)
Il santuario della Beata Vergine del Pilastrello è una chiesa dedicata alla Beata Vergine sita a Lendinara. Nel gennaio del 1911 papa Pio X la elevò al rango di basilica minore.

## Storia
La storia del santuario è legata ad una serie di eventi straordinari che si sarebbero verificati, a partire dal XVI secolo, attorno a una Madonna col Bambino scolpita in legno d'olivo e collocata in una nicchia della casa di Giovanni Borezzo. Nella notte tra l'8 e il 9 maggio 1509 si abbatté sul territorio lendinarese un forte temporale che fece gravi danni. Nelle prime ore del mattino successivo Matteo Brandolese rimase estasiato dal bagliore proveniente dalla statua della Madonnina che era stata strappata dalla bufera dalla nicchia dove era riposta ed era stata portata dal vento sopra una siepe. La statua vi rimase per diversi giorni ed era meta di curiosi e fedeli per il suo splendore.
 
L'avvocato Lorenzo Malmignati, venuto a conoscenza di questi fatti, fece costruire a proprie spese un capitello per la statuetta. Quando nel 1576 Ludovico Borezzo decise di restaurare il capitello, per impastare la calce venne attinta l'acqua da una fonte vicina, ma essa da chiara e limpida diveniva color sangue quando qualcuno bestemmiava. Lo straordinario fenomeno si ripeté al termine di una processione propiziatoria per le vie cittadine. A questi seguirono altri fatti miracolosi legati all'acqua della fonte che dimostrò di avere poteri taumaturgici. Dopo un accurato processo le autorità diocesane diedero il benestare alla costruzione di un santuario. Il 16 maggio 1579, a 70 anni dalla prima manifestazione divina, la statuetta venne trasportata dal Capitello nella nuova chiesa nella quale venne deviata l'acqua della fonte. Nel 1595 la città di Lendinara fu consacrata ufficialmente alla Madonna del Pilastrello. Il tempio venne affidato ai monaci benedettini di Monte Oliveto che rimasero fino alla soppressione dell'ordine del 1771 e poi rientrarono nel 1905.

## Descrizione
L'architettura della chiesa attuale è frutto di notevoli rimaneggiamenti di fine Settecento e inizio Ottocento curati dall'architetto lendinarese don Giacomo Baccari. La facciata, col doppio ordine ritmato da lesene, è stata risistemata nel 1923. Nel 1935 fu innalzato il salone del pellegrino, e la vecchia sacrestia fu trasformata in cappella dedicata all'abate Celestino Colombo. Sempre nello stesso anno venne rifusa la campana maggiore dalla fonderia Pietro Colbachini di Bassano del Grappa. Lo spazio interno della chiesa è diviso in tre navate ed è ritmato da archi a pieno centro che poggiano su pilastri. Tra il 1938 e il 1942 fu rifatto l'abside: vennero demolite le due cantorie laterali e venne aperta la scalinata che conduceva al simulacro della Madonna Nera. Le volte e il catino absidale vennero affrescati tra il 1941 e il 1943 dal pittore caucasico Giuseppe Chiacigh. Nel soffitto della navata centrale si trova Il Sacro simulacro che riceve forza dalla Vergine in gloria, nella controfacciata sopra il portale La salvezza dall'alluvione del 1822, verso la navata laterale sinistra il Miracolo della preservazione di Lendinara dalle rotte dell'Adige, verso la navata laterale destra La preservazione della città dalla peste del 1630 e La liberazione degli animali dalla peste del 1748, nel catino absidale L'incoronazione di Maria e dei Santi Benedetto e Francesca Romana, e del beato Bernardo Tolomei, La Natività della Vergine e I quattro profeti, nelle navate laterali gli angeli e i simboli araldici e nella cappella di Sant'Antonio Le virtù cardinali, dipinte in monocromo.
Nell'altare a sinistra si trova l'opera di G. Angeli, allievo del Piazzetta, San Francesco visitato da un angelo (1750 ca.), nel II l'Ascensione di Cristo in presenza degli apostoli e del committente V. Malmignati (1580 ca.) opera di P. Veronese e bottega. Nel III altare si colloca Il battesimo di Cristo del Montemezzano, allievo del Veronese. Salendo la scalinata sinistra si incontrano due delle sei tele dipinte tra il secondo e il terzo decennio del Settecento da Angelo Trevisani sulla storia del Pilastrello: La giovane Lucia Zante risuscitata durante il suo funerale (11 febbraio 1592) e La giovane Francesca Bimbato, annegata nel Canalbianco, viene ritrovata viva (19 luglio 1613). Una volta in cima alle scale ci si trova davanti all'altare che conserva una copia della statuetta miracolosa, derubata nel 1981. La statua è circondata da angeli in marmo scolpiti da Giovanni Maria Morlaiter (o dal bellunese Marchiori) tra il 1743 e il 1745. Dello stesso artista le statue della Verginità e dell‘Umiltà ai fianchi dell'altar maggiore.
Scendendo la scalinata opposta si incontra la cappella dedicata all'abate Celestino Colombo in cui si trova una tavola con San Pietro (inizi XVI sec.) di scuola dossesca. Nel II e III altare di destra si collocano due pale tardo settecentesche del pittore siciliano di formazione romana Tommaso Sciacca: Sant'Antonio da Padova che riceve Gesù Bambino e Sant'Antonio abate che visita San Paolo eremita. Nella seconda cappella sono conservate altre due opere splendide del ciclo di Trevisani: La giovane Maria Rigo viene resa invisibile a giovani patrizi male intenzionati (16 maggio 1591) e L'acqua mutata in sangue (1576) (1730 ca.). Tra due statue del padovano T. Bonazza si colloca una seconda pala dello Sciacca San Sebastiano e Santa Lucia (1814).
 
Un'altra opera di rilievo è conservata nel I altare a destra. Si tratta de I Santi Bartolomeo, Benedetto e il beato Bernardo Tolomei e i committenti Bartolomeo e Battista Malmignati (1580 ca.) di J. e D. Tintoretto. Altre due grandi tele del Trevisani sono conservate nella sacrestia: La città di Lendinara viene preservata dalla pestilenza che infuria in vari luoghi d'Italia e del Polesine (1630) e Per intercessione di Giovanni Battista, la Madonna del Pilastrello salva Lendinara da una tremenda rotta dell'Adige (24 giugno 1677). Sono, inoltre presenti, la Glorificazione del podestà di Lendinara Ludovico Pisani (seconda metà del sec. XVII) attribuita ad Andrea Celesti (o a Matteo Ghidoni), Sant'Andrea (metà del XVII sec.) di J. Ribera, alcuni dipinti di scuola romana di fine Settecento e una copia dal Guercino.
Nella navata sinistra si trova l'ingresso del Bagno. L'impianto è quello voluto dal Baccari ma ha subito molti rifacimenti e aggiunte di epoca successiva. Sulla sinistra si trova la fonte miracolosa coronata dalla Madonna in bronzo (1910) del melarese Policronio Carletti mentre alle pareti si trova il ciclo ottocentesco dei dodici dipinti con I miracoli della Vergine del Pilastrello di Giovanni Baccari. In una vasca monolitica in marmo degli inizi del Novecento sgorga l'acqua della fonte miracolosa.